# Stonychophora palauensis
Stonychophora palauensis är en insektsart som beskrevs av Joyce Winifred Vickery och D.K.M. Kevan 1999. Stonychophora palauensis ingår i släktet Stonychophora och familjen grottvårtbitare. Inga underarter finns listade i Catalogue of Life.